# Sarangesa
Sarangesa là một chi bướm ngày thuộc họ Bướm nâu.

## Các loài
- Sarangesa astrigera Butler, 1893
- Sarangesa aza Evans, 1951
- Sarangesa bouvieri (Mabille, 1877)
- Sarangesa brigida (Plötz, 1879)
- Sarangesa dasahara Moore, [1866]
- Sarangesa gaerdesi Evans, 1949
- Sarangesa haplopa Swinhoe, 1907
- Sarangesa laelius (Mabille, 1877)
- Sarangesa lucidella (Mabille, 1891)
- Sarangesa lunula Druce, 1910
- Sarangesa maculata (Mabille, 1891)
- Sarangesa majorella (Mabille, 1891)
- Sarangesa maxima Neave, 1910
- Sarangesa motozi (Wallengren, 1857)
- Sarangesa motozioides Holland, 1892
- Sarangesa pandaensis Joicey & Talbot, 1921
- Sarangesa penningtoni Evans, 1951
- Sarangesa phidyle (Walker, 1870)
- Sarangesa princei Karsch, 1896
- Sarangesa purendra Moore, 1882
- Sarangesa ruona Evans, 1937
- Sarangesa sati de Nicéville, 1891
- Sarangesa seineri Strand, 1909
- Sarangesa tertullianus (Fabricius, 1793)
- Sarangesa thecla (Plötz, 1879)
- Sarangesa tricerata (Mabille, 1891)

## Hình ảnh

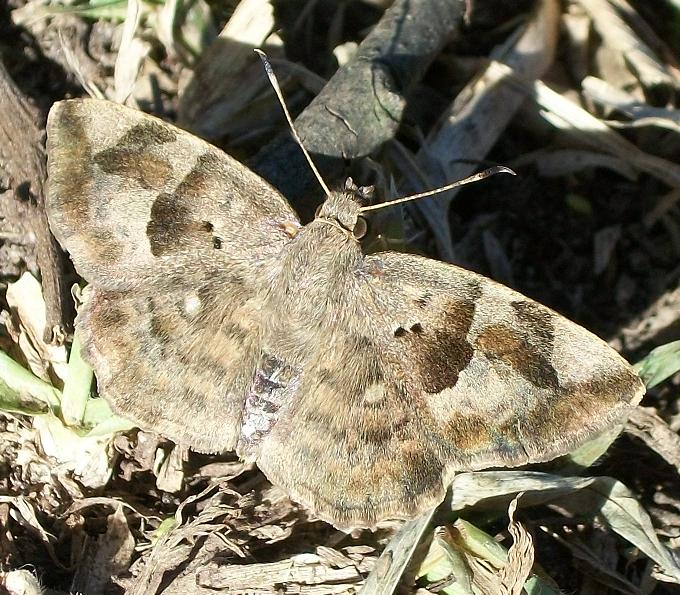